# Helmet
Helmet é uma banda estadunidense de metal alternativo formada em Nova Iorque, em 1989, por Page Hamilton (vocal e guitarra), Henry Bogdan (baixo), Peter Mengede (guitarra) e John Stanier (bateria).

## História

### O início
Como diversas bandas importantes, o Helmet surgiu de uma mistura de influências pouco comum. No final da década de 1980, o fundador e guitarrista do grupo, Page Hamilton (nascido no estado estadunidense de Oregon), havia se mudado para Nova Iorque para estudar Jazz e violão clássico, tornando-se PHd pela universidade de Nova Iorque em Jazz. Ao final da faculdade acabou se apaixonando por algumas bandas de pós-punk da época tais como Sonic Youth, Killing Joke e Big Black. Na sua infância e adolescência Page se dizia influenciado por Led Zeppelin, AC/DC e Aerosmith, bandas com as quais foi perdendo contato no período em que estudava Jazz em Nova Iorque retomando suas influências iniciais ao tomar contato novamente com o rock.
Influenciado por esses grupos e com o conhecimento de Jazz que possuía, Hamilton decidiu montar o grupo, que logo no começo já mostrava uma maneira diferente de se tocar rock, com afinações diferentes das usadas pelo estilo da época, o peso do heavy metal e uma batida influenciada pelo balanceado do jazz e do funk. Ele recrutou seu conterrâneo Henry Bogdan para tocar baixo, o australiano Peter Mengede para a outra guitarra e diretamente da Flórida o baterista John Stanier para assumir as baquetas.

### Primeiros Anos (1989-1991)
Helmet apareceu na cena underground de Nova Iorque após Hamilton deixar a banda Band of Susans. Foram descobertos por Tom Hazelmyer e assinaram com seu selo Amphetamine Reptile Records, lançando seu primeiro single "Born Annoying" ao final do ano. A Amphetamine Reptile lançou seu primeiro álbum Strap It On, em 1990.
Helmet foi aclamado como "uma banda pensante de heavy metal". Evitando a imagem tradicional das bandas de heavy metal com cabelos longos e roupas negras, a banda se destacou com a sua preferência por camisas simples, bermudas e tênis, além dos cabelos curtos. Sua música é caracterizada pela repetição, sincopada dos riffs de guitarra, com tempos muitas vezes estranhos e som de caixa de bateria seco. A afinação das guitarras é em drop-D ou drop-C. Inclusive foi o Helmet uma das bandas mais influentes na popularização das afinações em Drop-D. O som da guitarra é muito distorcidao e dissonante, com refrões que muitas vezes envolvem muros sonoros com ondas de guitarra.
Antes de Hamilton estabeler um nome para o grupo, a então namorada de Peter Mengede (guitarrita da época) sugeriu o nome "Helmut" para a banda. Hamilton alterou o nome optando pela grafia anglófona, pois pensava que Helmet "soava como um nome legal para uma banda." Outros nomes foram considerados "Cry Ruth" e "Poly Orchids", juntamente com o mais esotérico "Tuna Lorenzo" e "Froth Albumen".

### Os álbuns
A banda logo no ano que se formou, lançou o EP Born Annoying.Este trazia um Helmet um tanto diferente, com uma sonoriade voltada ao post-punk, apesar do que pode-se perceber a presença guitarras atonais com muita distorção. Já em dezembro de 1990, a banda lançou pelo selo independente Amphetamine Reptile o seu primeiro álbum, chamado Strap It On. Um disco bem pesado, voltado para o noisy-metal, era um som bem inovador e experimental. Chegou a fazer sucesso com o público alternativo nacional com canções como "Sinatra" e "Bad Mood". Sucesso suficiente para que rendesse à banda um contrato com a gravadora multinacional Interscope Records. Em 1992, com a mesma formação do início, o Helmet lança o disco Meantime. O álbum, mesmo sendo considerado alternativo e pouco pop faz sucesso nas rádios e na MTV. A canção "Unsung" entra nas principais paradas mundiais e coloca o nome do grupo entre os grandes, que começa a ser chamado de a resposta nova-iorquina para o movimento grunge de Seattle, que explodia na época graças a bandas como Soundgarden, Pearl Jam, Nirvana e Alice in Chains.
Após uma turnê de agenda bem cheia em 1993, ao ponto de que apenas folgassem no Natal e uns alguns outros dias livres, em 1994 o Helmet lança seu terceiro álbum, Betty, já com Rob Echeverria na guitarra. O álbum traz faixas ainda mais densas e pesadas com as mesmas batidas que caracterizam até hoje o som da banda, tendo como destaque as canções "Milquetoast" e "Wilma´s Rainbow". Mas apesar das boas críticas da mídia, o álbum não consegue ter o mesmo sucesso de vendas que o anterior.
No ano de 1995, em meio a turnê mundial de Betty, a banda e a gravadora lançam o álbum Born Annoying, material o qual trazia músicas de fitas de EP antigos, algumas raridades como "Shirley Maclaine" e "Taken" e covers do Melvins e Killing Joke.
No começo de 1997, já sem Echeverria, que deixou a banda para se juntar ao Biohazard, chega às lojas Aftertaste, que teve todas as suas guitarras gravadas por Hamilton. O disco não obteve o sucesso desejado e a banda depois de uma turnê com o Orange 9mm e por brigas internas, no final de 1998, a banda decidiu encerrar suas atividades.

### O retorno
Depois do fim do Helmet Page Hamilton trabalhou em algumas trilhas sonoras de filmes e participou de álbuns de bandas que ele mesmo havia influenciado com seus riffs, como Korn, Limp Bizkit, Nine Inch Nails e System of a Down.
No início de 2004 ele decidiu remontar a banda. Chamou o baixista Frank Bello, ex-Anthrax, e o baterista Jonh Tempesta, ex-Testament e gravou um novo disco. Chegava às lojas no final daquele mesmo ano Size Matters. Além de recolocar o Helmet entre as principais bandas do rock alternativo atual, o álbum recebeu boas críticas da imprensa e dos fãs.

## Integrantes

### Formação atual
- Page Hamilton (vocal e guitarra, desde 1989)
- Jimmy Thompson (guitarra, desde 2006)
- Kyle Stevenson (bateria, desde 2006)
- Jon Fuller (baixo, desde 2006)

### Ex-integrantes
- Peter Mengede (guitarra, 1989–1993)
- Rob Echeverria (guitarra, 1994–1996)
- Chris Traynor (guitarra, 1997–1998)
- Henry Bogdan (baixo, 1989–1998)
- John Stanier (bateria, 1989–1998)
- Frank Bello (baixo, 2004)
- John Tempesta (bateria, 2004–2005)
- Chris Traynor (guitarra e baixo, 2004–2006)
- Mike Jost (bateria, 2006)
- Jeremy Chatelain (baixo, 2005–2006)

## Discografia

### Álbuns de estúdio
- Strap It On (1990)
- Meantime (1992)
- Betty (1994)
- Aftertaste (1997)
- Size Matters (2004)
- Monochrome (2006)
- Seeing Eye Dog (2010)
- Dead To The World (2016)
- Left (2023)

### Compilações
- Born Annoying (1995)
- Unsung: The Best of Helmet (1991–1997) (2004)

### Compactos
| Ano  | Title                                     | U.S. Mainstream Rock Tracks | U.S. Modern Rock Tracks | Álbum                          |
| ---- | ----------------------------------------- | --------------------------- | ----------------------- | ------------------------------ |
| 1989 | "Born Annoying" (Versão de 1989)          | -                           | -                       | Born Annoying                  |
| 1992 | "Unsung"                                  | 32                          | 29                      | Meantime                       |
| 1992 | "In the Meantime"                         | -                           | -                       | Meantime                       |
| 1992 | "Give It"                                 | -                           | -                       | Meantime                       |
| 1993 | "Just Another Victim" (com House of Pain) | -                           | -                       | Banda sonora de Judgment Night |
| 1993 | "Born Annoying]]" (Versão de 1993)        | -                           | -                       | Born Annoying                  |
| 1994 | "Milquetoast"                             | 39                          | -                       | Betty                          |
| 1994 | "Biscuits for Smut"                       | -                           | -                       | Betty                          |
| 1994 | "Wilma's Rainbow"                         | -                           | -                       | Betty                          |
| 1997 | "Exactly What You Wanted"                 | 19                          | -                       | Aftertaste                     |
| 1997 | "Like I Care"                             | -                           | -                       | Aftertaste                     |
| 2004 | "See You Dead"                            | 29                          | -                       | Size Matters                   |
| 2004 | "Unwound"                                 | -                           | -                       | Size Matters                   |
| 2006 | "Gone"                                    | -                           | -                       | Monochrome                     |
| 2007 | "Monochrome"                              | -                           | -                       | Monochrome                     |